# 갈근묘 학살
갈근묘 학살(중국어: 葛根廟屠杀, 러시아어: Бойня в Гэгэнмяо) 또는 갈근묘 사건(언어 오류(jp): 葛根廟事件)은 1945년 8월 14일 만주 전략공세작전 당시 내몽골 자치구 싱안맹 커얼친 우익전기에 위치한 갈근묘에 피난해 있던 일본인 여성 및 아동 1,800명을 해당 지역에 거주하고 있던 중국인과 만주 전략공세작전에 참여한 소련군이 강간 및 학살한 사건을 가리킨다.
소련군은 난민들을 총으로 쏘고 전차나 트럭으로 그들을 쳤으며, 난민들이 백기를 든 후에도 총검으로 죽였다. 2시간 후, 붉은 군대 병사들은 대부분 여성과 아이들인 1,000명이 넘는 일본 난민들을 살해했다 화가 난 중국인들은 한 무리의 일본인 피난민들을 강으로 쫓아갔고, 그곳에서 많은 사람들이 익사했다. 군인들은 여러 명의 여성과 아이들을 강간했고, 때로는 난민들을 살해한 후에도 강간했다. 학살 동안 소련군은 약 1,000명의 일본인 난민들을 살해했다.
갈근묘 학살 이후 학살 생존자들은 도쿄도 고햐쿠란지에서 추모식을 거행하고 있다. 2017년, 어머니와 어린 형제들이 붉은 군대 병사들에 의해 살해된 학살 생존자가 "갈근묘 대학살의 목격자"라는 이름의 다큐멘터리를 제작해 개봉했다.

## 같이 보기
- 소련이 저지른 전쟁 범죄
- 네메스도르프 학살